# Hellanicos
Hellanicus din Lesbos (greaca veche: Ἑλλάνικος) a fost un scriitor grec care a trăit în a doua jumătate a secolului al V-lea î.Hr.. El s-a născut în Mytilene, pe insula Lesbos în 490 î.Hr. și se pare că ar fi trăit până la vârsta de 85 de ani. Potrivit lui Suda, el a trăit pentru un timp la curtea unuia dintre Regii Macedoniei, și a murit la Perperene, un oraș de pe Golful Adramyttium în Aeolis, opus insulei Lesbos.

## Despre spațiul românesc
Hellanicos a călătorit și a adunat mituri și legende, pe care le-a ordonat în funcție de subiect, de genealogii sau de ținut. Oamenii și obiceiurile de pe teritoriul României apar în opera sa Obiceiuri barbare, în care culesese informații despre populațiile negrecești. Din toate scrierile sale nu s-au păstrat decât fragmente. Acesta observă că tracii beau bere din orz și discută religia lui Zamolxe, care se presupune fie că ar fi fost inițial un rob al lui Pitagora întors acasă care răspândi printre geți religia grecească, fie că zeul ar fi fost un echivalent al lui Cronos. Hellanicos nu e de acord cu prima versiune, comentând că religia locală, obiceiurile și credința în viața de apoi în rândul terizilor și crobizilor (triburi getice din Dobrogea), toate existau cu mult înainte de Pitagora.